# Gouy-en-Ternois
Gouy-en-Ternois è un comune francese di 170 abitanti situato nel dipartimento del Passo di Calais nella regione dell'Alta Francia.
Nel suo territorio vi sono le sorgenti del fiume Canche.

## Società

### Evoluzione demografica
Abitanti censiti